# Paolo Magretti

Paolo Magretti.

Paolo Magretti, född den 15 december 1854 i Milano, död den 30 augusti 1913 i Paderno Dugnano, var en italiensk entomolog som specialiserade sig på steklar. Vid sidan av sin vetenskapliga verksamhet var Magretti cyklist, vinnare av den första upplagan av loppet Milano-Turin 1876.
Magretti studerade zoologi för Leopoldo Maggi och Pietro Pavesi vid universitetet i Pavia, där han tog doktorsgraden 1880 med en avhandling om steklar funna i Lombardiet. År 1883 genomförde han en zoologisk expedition till östra Sudan och Eritrea, där han insamlade ett antal dittills okända stekelarter. År 1900 återvände Magretti till Eritrea, där han tillbragte två månader med insamling av fler zoologiska specimina. Han donerade sina afrikanska samlingar till de zoologiska museerna i Genua och Milano. Utöver arbetet med afrikanska arter bedrev han forskning om steklar funna i Burma. Under sina sista år var han verksam som kurator vid naturhistoriska museet i Milano. Magretti författade 28 verk om steklar.